# 奥索尔诺
奥索尔诺（西班牙語：Osorno）智利南部城市，位于首都圣地亚哥以南945公里，属湖大区奥索尔诺省。该市总人口145,475（2002）